# Sachin Khilari
Sachin Sarjerao Khilari (23 de octubre de 1994) es un deportista indio que compite en atletismo adaptado. Ganó una medalla de plata en los Juegos Paralímpicos de París 2024, en la prueba de lanzamiento de peso (clase F46).

## Palmarés internacional
| Juegos Paralímpicos | Juegos Paralímpicos | Juegos Paralímpicos | Juegos Paralímpicos |
| Año                 | Lugar               | Medalla             | Prueba              |
| ------------------- | ------------------- | ------------------- | ------------------- |
| 2024                | París (Francia)     | Medalla de plata    | Peso F46            |